# ナイトビジョン (テレビドラマ)
ナイトビジョン（英: Night Visions）は、アメリカ合衆国で2001年7月12日から2002年9月24日に放送されたホラーアンソロジーシリーズ。
1回の放送で2話の構成となっている。日本では、2006年に日本テレビ深夜枠の「うしみつショー」で放送された。
この番組はDVDやストリーミングで公開されたことはない。

## エピソード
| No. | 題名 （）内は邦題                                          | 原作の放送日  |
| --- | ---------------------------------------------------------- | ------------- |
| 1a  | "The Passenger List"（パッセンジャー・リスト）             | 2001年7月12日 |
| 1b  | "The Bokor"（黒魔術の掟）                                  | 2001年7月12日 |
| 2a  | "Dead Air"（デッド・エアー）                               | 2001年7月12日 |
| 2b  | "Renovation"（改装）                                       | 2001年7月12日 |
| 3a  | "AView Through the Window"（異次元への窓）                 | 2001年7月19日 |
| 3b  | "Quiet Please"（お静かに…）                                | 2001年7月19日 |
| 4a  | "Now He's Coming Upthe Stairs"（あいつがここにやってくる） | 2001年7月26日 |
| 4b  | "Used Car"（中古車）                                       | 2001年7月26日 |
| 5a  | "Rest Stop"（リサイクル）                                  | 2001年8月2日  |
| 5b  | "After Life"（天国）                                       | 2001年8月2日  |
| 6a  | "Ifa Tree Falls..."（木が倒れても…）                       | 2001年8月9日  |
| 6b  | "The Occupant"（居住者）                                   | 2001年8月9日  |
| 7a  | "Reunion"（再会）                                          | 2001年8月16日 |
| 7b  | "Neighborhood Watch"（隣人の監視）                         | 2001年8月16日 |
| 8a  | "Bitter Harvest"（罪の収穫）                               | 2001年8月23日 |
| 8b  | "My So-Called Lifeand Death"（生と死の境）                 | 2001年8月23日 |
| 9a  | "The Doghouse"（犬小屋）                                   | 2001年8月30日 |
| 9b  | "Still Life"（目覚め）                                     | 2001年8月30日 |
| 10a | "Hate Puppet"（憎まれ人形）                                | 2001年9月6日  |
| 10b | "Darkness"（暗闇）                                         | 2001年9月6日  |
| 11a | "The Maze"（迷路）                                         | 2002年9月19日 |
| 11b | "Harmony"（ハーモニー）                                    | 2002年9月19日 |
| 12a | "Cargo"（貨物船）                                          | 2002年9月23日 |
| 12b | "Switch"（スイッチ）                                       | 2002年9月23日 |
| 13a | "Patterns"（パターン）                                     | 2002年9月24日 |
| 13b | "Voices"（心の声）                                         | 2002年9月24日 |

## スタッフ
- クリエイティブ・ディレクター - ダン・エンジェル、ビリー・ブラウン
- 作曲 - ジョージ・S・クリントン
- 制作 - Angel / Brown Productions、ワーナー ブラザーズ テレビジョン
- 配給 - Fox / Sci Fi チャンネル